# Iuri Lomonosov
Iuri Vladimirovich Lomonosov (em russo:  Юрий Владимирович Ломоносов; Gagarin, 24 de abril de 1876 — Montreal, 19 de novembro de 1952) foi um engenheiro ferroviário russo.
Foi um lider de destaque no desenvolvimento da Ferrovias Russas no início do século XX. Conhecido pelo projeto e construção da primeira locomotiva a diesel operacional do mundo, apresentada completa em 1924 e que entrou em serviço em 1925.  Lomonosov imigrou no final da década de 1920 para a Europa, e mais tarde tornou-se cidadão britânico.

## Bibliograpia
- Heywood, Anthony, Modernising Lenin's Russia: Economic Reconstruction, Foreign Trade, and the Railways, 1917-1924. Nova Iorque : Cambridge University Press, 1999, ISBN 0-521-62178-X